# Zenobia Camprubí
Zenobia Camprubí Aymar, née à Malgrat de Mar, en Catalogne, en 1887, et morte en 1956 à San Juan (Porto Rico), est une écrivaine et linguiste espagnole.
Elle est la première traductrice espagnole de Rabindranath Tagore et a développé des activités culturelles considérables.
Pendant l'exil républicain, elle enseigne à l'Université du Maryland.

## Biographie

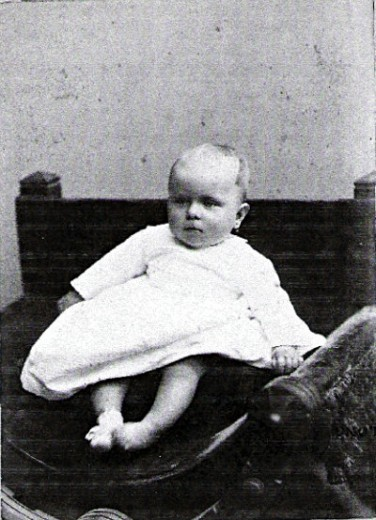
Zenobia, enfant.

### Jeunesse
Zenobia Camprubí Aymar naît le 31 août 1887, à quatre heures du matin, au n°87 carrer del Mar, à Malgrat de Mar, en Catalogne, au sein d'une famille catalane (du côté de son père) et portoricaine (du côté de sa mère).
Elle est la fille d'Isabel Aymar Lucca et de Raimundo Camprubí Escudero et grandit dans un milieu aisé. Ses parents se marient en 1879 à Porto Rico et ont quatre enfants : José (es), Raimundo, Zenobia et Augusto. A neuf ans, elle voyage pour la première fois aux États-Unis avec son frère José et sa mère, afin d'inscrire son grand frère à Harvard.
En 1896, la famille s'installe dans le quartier barcelonais de Sarriá. Zenobia y fait la connaissance de María Muntadas de Capará, qui devient sa grande amie. En 1900, les deux adolescentes fondent la société « Las Abejas Industriosas » (en français : «Les Abeilles Industrieuses»), démontrant très tôt une grande ambition.
En 1901, son père Raimundo Camprubí part à Tarragone en tant que chef de chantier. Zenobia accompagne, pour un séjour médical en Suisse, sa mère et son petit frère Augusto, atteint d'une maladie rare. La même année, la revue de jeunesse new-yorkaise St. Nicholas publie un conte de Camprubí appelé A Narrow Escape. Elle publie également son autobiographie Malgrat, du nom de la ville où elle est née, inspiré de son enfance dans le Maresme. Mais la famille doit alors emménager à Valence, au n°14 de la calle Navelos. Zenobia s'y ennuie, mais publie divers travaux littéraires, tels The Garret I have known. Elle commence à obtenir des prix, notamment avec When Grandmother went to school.
En 1905, ses parents se séparent, et Isabel Aymar part habiter aux États-Unis, à Newburgh (New York) où habitent des proches. En 1908, Zenobia Camprubí s'inscrit au Teachers College de l'Université de Columbia à New York. Les parents se réconcilient en 1909, et Isabel Aymar rentre en Espagne. Zenobia est surnommée alors "la Americanita" (en français : "la petite Américaine"). La famille s'installe à Palos de la Frontera, dans la province de Huelva, où Raimundo Camprubí est ingénieur en chef, puis rejoint Madrid en 1910, où la famille emménage au 18, Paseo de la Castellana.
Zenobia, qui continue ses publications dans les revues américaines, profite de toutes les opportunités que Madrid lui offre dans les domaines intellectuels, politiques et culturels. En 1912, elle fait la connaissance de Susan Huntington qui dirige le centre culturel américain de l'Instituto Internacional de Madrid et s'intéresse également au projet de la Residencia de Señoritas créée en 1915 par María de Maeztu.

### Mariage et carrière dans l'Espagne d'avant-guerre
En 1913, Camprubí rompt avec son prétendant nord-américain Henry Shattuck. La même année, elle rencontre Juan Ramón Jiménez à Madrid, à l'occasion d'une conférence de Manuel Bartolomé Cossío, fondateur de l'Institution libre d'enseignement.

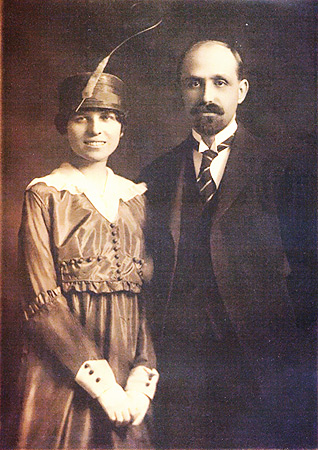
Photo de mariage de Zenobia Camprubí et Juan Ramón Jiménez (2 mars 1916, New York).

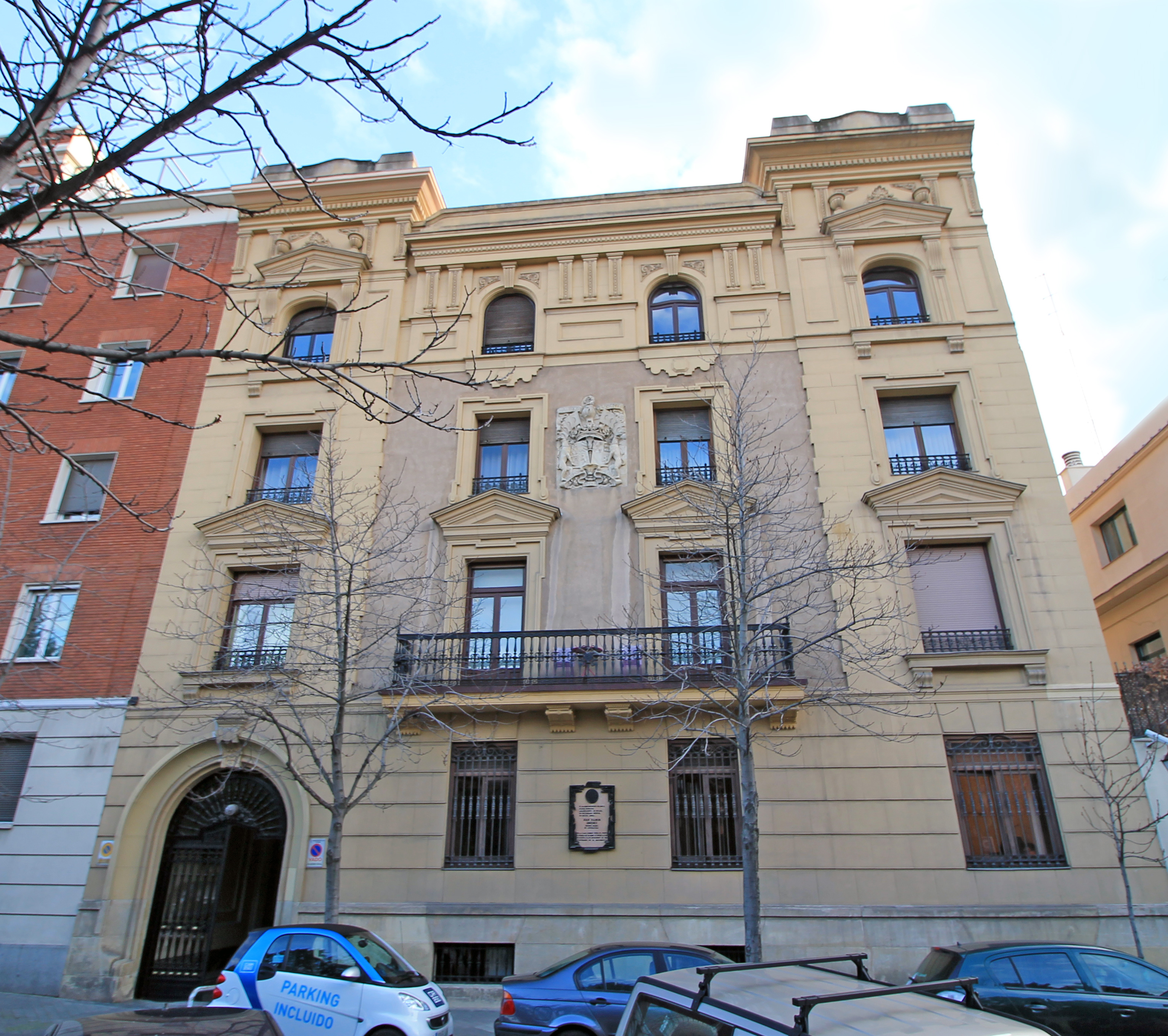
38, calle de Padilla (Madrid), où vivent Camprubí et Jimenéz entre 1929 et 1936. L'architecte est Bernardo Giner de los Ríos. La maison sera pillée par les franquistes à la fin de la guerre d'Espagne.

Ils se marient le 2 mars 1916, à l'Église catholique St. Stephen (New York). Ils parcourent les États-Unis : Boston, Philadelphie, Baltimore, Washington, etc. Ils reviennent à Madrid le 1er juillet 1916. En 1918, avec Katherine Bourland, María de Maeztu et Rafaela Ortega y Gasset, Camprubí fonde à Madrid l'association La Enfermera a Domicilio (en français : L'Infirmière à domicile) qui vient en aide aux familles des classes populaires.
Le 15 mars 1924, son père Raimundo Camprubí meurt. Zenobia passe le début de l'été avec Juan Ramón, a la Huerta de San Vicente, invités par Federico García Lorca et sa famille.
En 1926, Le Lyceum Club Femenino, l'une des premières grandes organisations féministes espagnoles, est fondé à Madrid. Zenobia Camprubí en est la secrétaire, tandis que María de Maeztu en prend la présidence.
Durant l'été 1926, le couple Camprubí-Jiménez voyage dans le nord-ouest de l'Espagne : Soria, Logroño, Pampelune, Saint-Sébastien, Bilbao, Santander, les Asturies, Saint-Jacques-de-Compostelle, Vigo et León.
En 1928, elle décore le premier parador, l'hôtel Parador Nacional Sierra de Gredos. Sa mère, Isabel Aymar, meurt le 18 août.
En juillet 1929, le couple voyage à Salamanque où ils retrouvent Miguel de Unamuno, Zamora et le grand-frère de Zenobia, José. En août, ils visitent le nord de l'Espagne et le sud de la France : Fontarrabie, Irun, Hendaye, Biarritz, Bayonne, Pau, Tarbes et Lourdes.
En 1931, on lui détecte une tumeur, mais elle décide de ne pas se faire opérer.
La sculptrice Margarita Gil Roësset réalise son buste, mais ce faisant, tombe amoureuse de Juan Ramón Jiménez. Elle se suicide le 8 juillet.
En 1935, Camprubí se consacre à la décoration de l'hôtel Paradero de Ifach, à Calp, dans la province d'Alicante.

### Exil
Au début de la guerre d'Espagne, Juan Ramón et Zenobia fondent le comité « Protección de Menores » pour venir en aide aux enfants orphelins et abandonnés et accueillent douze enfants de 4 à 8 ans dans un appartement du 69, calle Velázquez à Madrid. Ils sont aidés par la poétesse républicaine Ernestina de Champourcín.
Le 22 août 1936, ils doivent abandonner l'Espagne et fuient le pays par la Jonquera. Ils embarquent quatre jours après à Cherbourg sur le paquebot transatlantique « RMS Aquitania » pour New York. Le couple entame un périple durant lequel ils parcourent Cuba, les États-Unis, Buenos Aires et Porto Rico, où Camprubí enseigne. Entre 1937 et 1938, ils s'installent à Cuba, à l'Hôtel Vedado de La Havane. Le couple développe de nombreuses activités sociales, culturelles et politiques en soutien au gouvernement républicain. Camprubí travaille également bénévolement pour soutenir les femmes emprisonnées. En janvier 1939, le couple se déplace à New York, puis s'installe à Coral Gables, à Miami. À l'arrivée au pouvoir des nationalistes, leur appartement de Madrid est pillé.

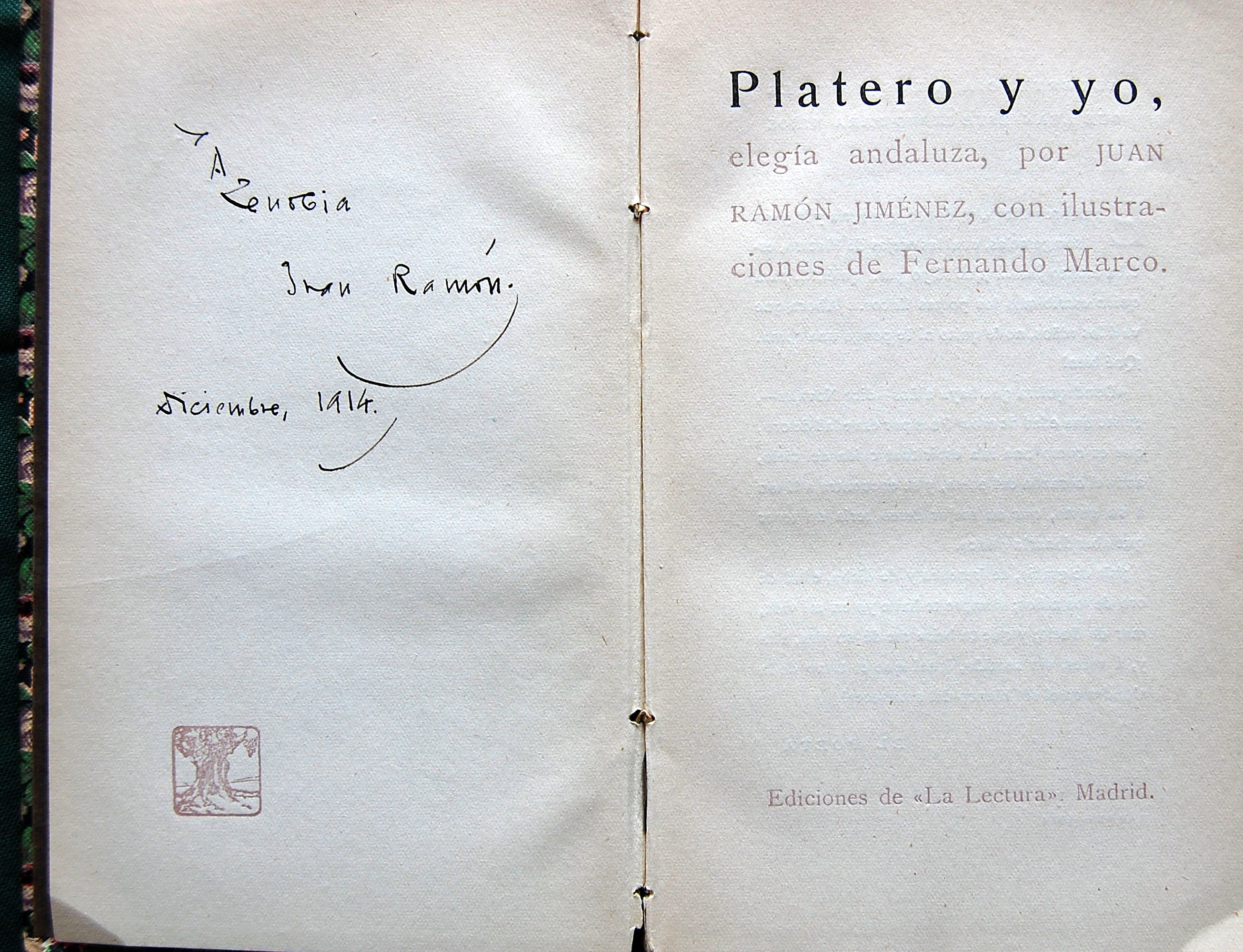
Dédicace de Juan Ramón Jiménez à son épouse Zenobia Camprubí.

En janvier 1940, Juan Ramón enseigne à l'université de Miami, Zenobia traduit les conférences simultanément en anglais.
En 1942, son frère José Camprubí meurt d'un infarctus. En 1943, Zenobia et Juan Ramón déménagent à Washington. Camprubí enseigne à l'Université du Maryland au Département d'histoire et de culture européennes.
En 1951, elle subit une opération à Boston pour son cancer. En 1954, le couple s'installe de nouveau à Porto Rico, Juan Ramón ne supportant pas la vie aux États-Unis. Camprubí laisse derrière elle une vie intellectuellement intéressante, mais aussi la possibilité d'avoir un bon traitement au cas où le cancer revenait. À la fin de l'année, elle est de nouveau opérée à Boston. Le cancer réapparaît en 1956. Elle souffre du traitement. Elle meurt le 28 octobre 1956, trois jours après que son époux a obtenu le Prix Nobel de Littérature.

## Voir également
- Fondation Zenobia et Juan Ramón Jiménez
- Casa Museo Zenobia y Juan Ramón de Moguer
- Moguer (province de Huelva)